# 펫차분 공항
펫차분 공항(태국어: ท่าอากาศยานเพชรบูรณ์, 영어: Petchabun Airport, IATA: PHY, ICAO: VTPB)은 태국 북부 펫차분 주에 서비스를 제공하는 공항이다.

## 항공사 및 목적지
| 항공사 | 목적지 |
| ------ | ------ |
| 녹에어 | 돈므앙 |